# Dipartimento del Reno
Il dipartimento del Reno fu un dipartimento della Repubblica Cispadana, della Repubblica Cisalpina, della Repubblica Italiana e infine del Regno d'Italia, dal 1797 al 1815. Prendeva il nome dal fiume Reno e aveva come capoluogo Bologna.

## Storia
Il dipartimento fu creato il 5 gennaio 1797 alla creazione della Repubblica Cispadana, per poi essere integrato nella Repubblica Cisalpina, però senza i territori del dipartimento dell'Alta Padusa, nella zona di Cento, tra 1797 e 1798. Col golpe di quest’ultimo anno, recuperò anche alcuni distretti del soppressò dipartimento del Lamone, compreso qualche comune romagnolo, e sottrasse alcuni comuni modenesi di confine al dipartimento del Panaro.
Nel novembre 1800 l’amministrazione dipartimentale fu destituita dal governo per essersi rifiutata di applicare le tasse di guerra sul suo territorio, venendo rimpiazzata da un Commissario Straordinario.
I confini dopo la riorganizzazione effettuata il 13 maggio 1801:
- a Nord: il fiume Po in corrispondenza di Ferrara. Dopo Ferrara il confine si allontanava dal Po fino a raggiungere Portomaggiore ed Argenta (incluse nel dipartimento). Da Argenta seguiva il corso del Reno fino alla confluenza con il Santerno
- ad Est: il corso del fiume Santerno;
- a Sud: il crinale appenninico;
- ad Ovest: il corso del fiume Panaro.

Il dipartimento venne successivamente ricreato per un breve periodo tra l'aprile e il maggio 1815 in occasione della riconquista delle regioni centro-meridionali dell'Italia da parte di Gioacchino Murat.

## Distretti

### Legge 19 fiorile VI
1. Comune di Bologna
2. Distretto di Loiano
3. Distretto di Scaricalasino
4. Distretto di Venola (Marzabotto)
5. Distretto di Vergato
6. Distretto delle Terme (Porretta)
7. Distretto di Castiglione
8. Distretto del Bisanzio (Mercatale)
9. Distretto della Sela (Gaggio)
10. Comune di Castel San Pietro
11. Comune di Medicina
12. Comune di Budrio
13. Comune di Minerbio
14. Distretto di Varignana
15. Distretto di Castel Guelfo
16. Distretto di Molinella
17. Distretto di Bagnarola
18. Distretto di San Giorgio
19. Distretto di Baricella
20. Distretto di Villafontana
21. Distretto di Bazzano
22. Distretto di Crespellano

### Legge 21 vendemmiale VII
1. Comune di Bologna
(composto da quattro amministrazioni municipali)
2. Distretto di San Giovanni in Persiceto-Samoggia
3. Distretto di San Giorgio Argelata
4. Distretto di Minerbio
5. Distretto di Budrio
6. Distretto di Castel San Pietro
7. Distretto di Castel del Vescovo-Sasso Fontana (Sasso Marconi)
8. Distretto di Lojano
9. Distretto di Castiglione
10. Distretto di Vergato
11. Distretto di Porretta Terme
12. Distretto di Bazzano
13. Distretto di Medicina
14. Distretto di Castelfranco
15. Distretto di Crevalcore
16. Distretto di Molinella
17. Distretto di San Pietro in Casale
18. Distretto di Cento-Alta Padusa
19. Distretto di Montetortore (Zocca)
20. Distretto di Tossignano
21. Distretto di Imola-Santerno
22. Distretto di Lugo
23. Distretto di Senio (Castel Bolognese)
24. Distretto di Massa Lombarda

### Legge 23 fiorile IX
1. distretto di Bologna
2. distretto di Imola
3. distretto di Cento
4. distretto di Vergato

### Decreto 8 giugno 1805
1. distretto di Bologna
  1. cantone di Bologna
  2. cantone di Bazzano
  3. cantone di Budrio
  4. cantone di Loiano
  5. cantone di Minerbio
  6. cantone di Pradaro
  7. cantone di Montetortore
2. distretto di Imola
  1. cantone di Imola
  2. cantone di Castel San Pietro
  3. cantone di Fontana
  4. cantone di Lugo
3. distretto di Vergato
  1. cantone di Vergato
  2. cantone di Porretta
  3. cantone di Castiglione
4. distretto di Cento
  1. cantone di Cento
  2. cantone di San Giovanni in Persiceto

## Prefetti
- Apr 1802 - Ott 1802        Alessandro Carlotti
- 13 Ott 1802 - 1806         Teodoro Somenzari
- Ott 1806 - 1809            Francesco Mosca
- Ott 1809 - 1813            Alvise Querini Stampalia
- Ago 1813 - Mag 1814        Girolamo Tadini Oldofredi